# NGC 5879
NGC 5879 је спирална галаксија у сазвежђу Змај која се налази на NGC листи објеката дубоког неба.
Деклинација објекта је + 57° 0' 2" а ректасцензија 15h 9m 46,8s. Привидна величина (магнитуда) објекта NGC 5879 износи 11,4 а фотографска магнитуда 12,2. Налази се на удаљености од 16,930 милиона парсека од Сунца. NGC 5879 је још познат и под ознакама UGC 9753, MCG 10-22-1, CGCG 297-4, IRAS 15084+5711, PGC 54117.